# 邓典桃
邓典桃（1910年—1987年6月29日）江西省泰和县人，中国共产党官员，中共中央办公厅副主任，第五届全国人大常委会委员。

## 生平
1930年参加中国工农红军，同年加入中国共产党，任江西省鲤鱼洲的苏维埃乡政府主席。1931年，被编入红军江西万泰独立团，担任宣传队长，后来又参加江西扩红补充团。1932年到1934年间，历任中央军委桥头办事处和中央总卫生部会计、支部书记兼指导员，卫生学校文书科长。1934年参加长征。1936年到抗日军政大学学习。后来先后在延安卫生部政治处、总政治部直属工作部、军委通讯学校、中央管理局工作，历任股长、科长、助理员、政治委员、处长、秘书长等职务。1945年，任军委供给部部长。中华人民共和国成立后，一直在中共中央机关工作，历任中央直属机关供给部部长、中央办公厅副主任兼中央直属机关事务管理局局长，对中共后勤工作建设颇有贡献。曾任中直党委书记、代理第一书记，并当选中共八大代表。
文革期间，邓典桃受迫害。中共十一届三中全会后，参加和领导中央办公厅拨乱反正、平反冤假错案的工作。在主持中直党委工作期间，对加强中直机关党的建设发挥了重要作用。中央发出新老干部交替合作的号召后，邓典桃率先响应号召，向中央请求退出领导岗位。
1987年6月29日，邓典桃在北京病逝，享年77岁。7月4日，遗体告别仪式在八宝山革命公墓礼堂举行。